# Aminatou Haidar
Pour les articles homonymes, voir Haidar.
Aminatou Haidar (en arabe : آمينتو حيدر), née le 24 juillet 1966) est une militante indépendantiste sahraouie de nationalité marocaine. 
Elle a participé à une grève de la faim contestée afin de soutenir l'indépendance du Sahara occidental (ex-Sahara espagnol),. Elle est aussi la présidente du CODESA (Collectif des défenseurs sahraouis des droits de l'homme).
Le 25 septembre 2019, elle reçoit le prix Right Livelihood, un prix "Nobel alternatif", décerné par une fondation privée suédoise.

## Biographie
Aminatou Haidar est née le 24 juillet 1966 à Akka, dans la province de Tata, au sud du Maroc ,, dans une famille sahraouie issue de la tribu des Izarguiyines, de la confédération tribale des Tekna. Elle est née chez sa grand-mère maternelle tandis que sa famille vivait à Tan-Tan.
Elle a obtenu un baccalauréat en littérature moderne, est divorcée et vit à Laâyoune avec ses deux enfants, Mohammed et Hayat.
En 1987, alors âgée de 20 ans, elle a participé à une manifestation dont le but était de demander l'organisation d'un référendum pour l'indépendance du Sahara occidental. Elle a alors été mise en détention et portée disparue pendant quatre ans, elle a finalement été relâchée en novembre 1991. 
En 2005, elle a été condamnée par la justice marocaine à un séjour de 7 mois dans une prison à Laâyoune. Amnesty International, qui a envoyé un observateur pour relever toute irrégularité dans les conditions et les raisons de détention d'Aminatou Haidar, a qualifié celle-ci de prisonnière d'opinion. Selon Amnesty International, elle aurait subi de nombreuses maltraitances en prison.
Des membres du Parlement européen ont également lancé une campagne internationale pour la libération d'Aminatou Haidar. Celle-ci a été signée par 178 membres. En octobre 2005, le parlement a rédigé une résolution pour sa libération.
Après 7 mois de détention, Aminatou Haidar a été libérée en janvier 2006.  Après cette libération, Aminatou Haidar a bénéficié d'une indemnisation de 45 000 Euros de la part de l'Instance équité et réconciliation (IER), créée par l'État marocain pour indemniser les victimes d'arrestations arbitraires. Aminatou s'était présentée en tant que marocaine.

### La crise de 2009
Le 13 novembre 2009, de retour de New York où elle a reçu le prix du courage civique de la Train Fundation. Lors de son arrivée à l'aéroport de Laâyoune à partir de Grande Canarie  (îles Canaries), elle était accompagnée de deux journalistes espagnols. Pedro Barbadillo et Pedro Guillén, qui l'accompagnaient afin de réaliser un documentaire sur les atteintes aux droits de l'homme au Sahara occidental. Les deux journalistes ont été arrêtés pour avoir filmé l'enceinte de l'aéroport sans autorisation. Les autorités marocaines affirment que Haidar a refusé d'accomplir les formalités d'entrée au Maroc et qu'elle a déclaré qu'elle renonçait à sa nationalité marocaine et qu'elle a volontairement signé un document de renonciation, et rendu son passeport ainsi que sa carte d'identité. En réponse à ces affirmations, elle a été expulsée avec les deux journalistes qui l'accompagnaient vers Lanzarote (îles Canaries). Selon El Pais, Haidar a informé le pilote du vol la conduisant à Lanzarote qu'elle n'avait pas de titre de voyage et qu'elle était contrainte à prendre ce vol. Après avoir hésité, le pilote a décollé après avoir reçu l'accord des autorités espagnoles. Lors de son arrivée, Haidar a demandé l'intervention urgente du secrétaire général des Nations unies afin d'assurer sa protection personnelle. Elle a aussi refusé de quitter le terminal de départ de l'aéroport de Lanzarote, affirmant que les autorités espagnoles l'ont enlevé en refusant de la laisser embarquer sur un autre vol international (vers Laâyoune) car selon eux, elle n'avait pas de passeport.
Mohamed Salem, un délégué du Front Polisario aux Îles Canaries, a déclaré qu'elle refusait de sortir de l'aéroport de Lanzarote, et qu'elle entame une grève de la faim afin de protester contre son enlèvement par les autorités espagnoles.
Le 17 novembre, durant sa grève de la faim, elle a été informée par les autorités espagnoles qu'elle devait comparaître devant une cour pour trouble à l'ordre public Finalement, elle a dû payer 180 euros d'amende. 
Afin de dénouer la crise, les autorités espagnoles ont proposé à Haidar le statut de réfugié politique puis la citoyenneté Espagnole « à titre exceptionnel ». Elle a refusé cette proposition la jugeant « triste et inacceptable », estimant qu'« elle faisait le jeu des autorités marocaines ». Selon le journal Le Monde, le consul marocain à Grande Canarie, Abderrahman  Leibek, a assuré que Haidar recevrait son passeport « dans la demi-heure » si elle « demandait pardon au roi du Maroc ».

#### La pression internationale
Depuis le début de cette crise, l'Espagne a tenté de faire pression sur le Maroc pour qu'Aminatou Haidar puisse revenir à Laâyoune, d'abord de façon informelle puis par « note verbale » depuis le 3 décembre 2009. Le gouvernement marocain a refusé les demandes de Madrid. 
Le journal espagnol El País a annoncé qu'une délégation marocaine conduite par le président du sénat marocain, Mohamed Cheikh Biadillah, a visité l'Espagne en début du mois de décembre. Il a insisté sur le fait que les Sahraouis sont complètement intégrés à la société marocaine et occupent des postes importants dans l'administration marocaine. Il a aussi insisté sur le fait qu'aucun pays n'aurait accepté le retour d'une personne ayant « jeté son passeport » et qui « aurait renoncé à sa nationalité ». 
Biadillah a rencontré plus tard Jorge Moragas, coordinateur de l'opposition Parti populaire espagnol, qui s'apprêtait à mener une action contre le Parti socialiste ouvrier espagnol, affirmant qu'il violait deux articles de la loi sur les étrangers en aidant implicitement le gouvernement marocain à forcer Haidar à franchir la frontière espagnole le 14 novembre 2009 à Lanzarote.
Face à cette situation, le gouvernement espagnol a sollicité la médiation du secrétaire général des Nations unies, Ban Ki-moon. Ils espèrent aussi le soutien des États-Unis, qui se sont déclarés « préoccupés » par l'état de santé d'Aminatou Haidar après vingt jours de grève de la faim.
Selon le journal El País, les États-Unis se sont intéressés à l'affaire, en contribuant à accroître la pression internationale sur le roi du Maroc Mohammed VI afin de permettre à Aminatou Haidar de retourner à Laâyoune. La secrétaire d'état américaine, Hillary Clinton, a appelé le ministre des affaires étrangères marocain Taïeb Fassi-Fihri, selon des sources diplomatiques à Bruxelles. Les diplomates espagnoles ont salué cette démarche.
Le 11 décembre 2009, 25e jour de grève de la faim de Haidar, le ministre des affaires étrangères espagnol Miguel Ángel Moratinos a annoncé qu'il allait faire une visite à Washington afin de discuter avec sa collègue, la secrétaire d'état américaine Hillary Clinton de son appel au ministre marocain des affaires étrangères Taïeb Fassi-Fihri.
Selon le journal français Le Monde, il aura fallu que les diplomaties des États-Unis, de France, et d'Espagne conjuguent leurs efforts et leurs pressions sur le Maroc pour réussir à désamorcer la crise.
Le 14 décembre, le ministre marocain des affaires étrangères, Taïeb Fassi-Fihri, est arrivé à Paris. Il arrivait de New York après que ses entretiens avec le secrétaire général des Nations unies, Ban Ki-moon, n'eurent rien donné. Il a été reçu par Bernard Kouchner, puis par Nicolas Sarkozy. D'après le journal Le Monde, Fassi Fihri a fini par se laisser convaincre que le Maroc était en train de faire d'Aminatou Haidar « une martyre », et qu'en cas de décès, des manifestations étaient à craindre au Sahara occidental.
L'Élysée et le Quai d'Orsay (présidence et ministère des affaires étrangères française) ont réussi à convaincre Fassi Fihri qu'il valait mieux désamorcer cette affaire et remettre un passeport à Mme Haidar « dans une tradition d'ouverture et de générosité ». Ils ont tout de même veillé à saluer « la large autonomie » proposée par le Maroc au Sahara occidental. Deux jours plus tard, le 16 décembre 2009, le roi Mohammed VI adressait un message au président Nicolas Sarkozy pour lui dire qu'il acceptait le retour d'Aminatou Haidar à Laâyoune,.

#### Retour au Sahara occidental
Le 11 décembre 2009, elle était encore en grève de la faim. Elle affirmait que : « Mon vœu est de retourner au Sahara occidental morte ou vive, avec ou sans mon passeport ». Après un mois de grève de la faim à l'aéroport de Lanzarote (Îles Canaries), la militante sahraouie a pu regagner Laâyoune le 18 décembre 2009.
Le vendredi 28 décembre 2009, après 32 jours de grève de la faim et après une brève admission dans une unité de soins intensifs de l'hôpital de Lanzarote, la BBC annonce qu'Aminatou Haidar est retournée chez elle vers 1h du matin. Craignant apparemment d'être enlevée, elle a refusé de monter dans l'ambulance qui l'attendait. Elle est finalement retournée chez elle dans une voiture appartenant à sa famille et qui a été retardée jusqu'au matin par la sécurité de l'aéroport. Lors de son retour, Rabat publiait un communiqué indiquant avoir accédé à la demande « de pays amis et partenaires », pour des raisons « strictement humanitaires », tout en fustigeant Aminatou Haidar, « dont les agissements ne sont pas liés à la promotion des droits de l'homme », ainsi que le front Polisario et l'Algérie.

## Distinctions
En tant que militante sahraouie pour les droits de l'Homme au Sahara occidental, Aminatou Haidar est nommée pour plusieurs prix :
- 2006 : Juan Maria Bandrés ;
- 2007 : Solidar Silver Rose Award ;
- 2008 : RFK Human Rights Award ;
- 2009 : Civil Courage Award.
- 2019 : Prix Right Livelihood[28].